# Остролодочник Свердрупа
Остролодочник Свердрупа (лат. Oxytropis sverdrupii) — вид растений рода Остролодочник (Oxytropis) семейства Бобовые (Fabaceae), растущий в дриадовой тундре и на тундровых луговинах, иногда на тундрово-степных участках. Эндемик России (остров Айон).
Вид назван в честь норвежского полярного исследователя и метеоролога Харальда Ульрика Свердрупа.

## Ботаническое описание
Растение образует сероватые от волосков дерновинки. Цветоносы восходящие, после отцветания значительно превышают листья. Прилистники мелкие, яйцевидные или ланцетные, перепончатые, негусто опушенные, с 1 извилистой или слабо ветвистой жилкой. Листочки в 7—11 мутовках или отчасти супротивные, узкояйцевидные или ланцетные, рыхло опушённые короткими волосками.
Соцветие овальное или продолговатое. Прицветники узкие, короче или равны чашечке. Чашечка трубчато-колокольчатая, с оттопыренными белыми и короткими чёрными волосками, с узкотреугольными зубцами в 3—4 раза короче трубки, плотно опушенными короткими чёрными волосками. Цветки фиолетово-красные. Флаг 15—18 мм длиной, выемчатый на верхушке. Лодочка с носиком около 1 мм длиной. Бобы узкояйцевидные, с коротким носиком, густо опушенные чёрными волосками, полудвугнёздные. 2n=48.

## Охрана
Вид включён в Красную книгу России.